# Еллебен
Еллебен (нім. Elleben) — громада в Німеччині, розташована в землі Тюрингія. Входить до складу району Ільм. Складова частина об'єднання громад Ріхгаймер-Берг.
Площа — 17,01 км2. Населення становить 888 ос. (станом на 31 грудня 2021).

## Галерея

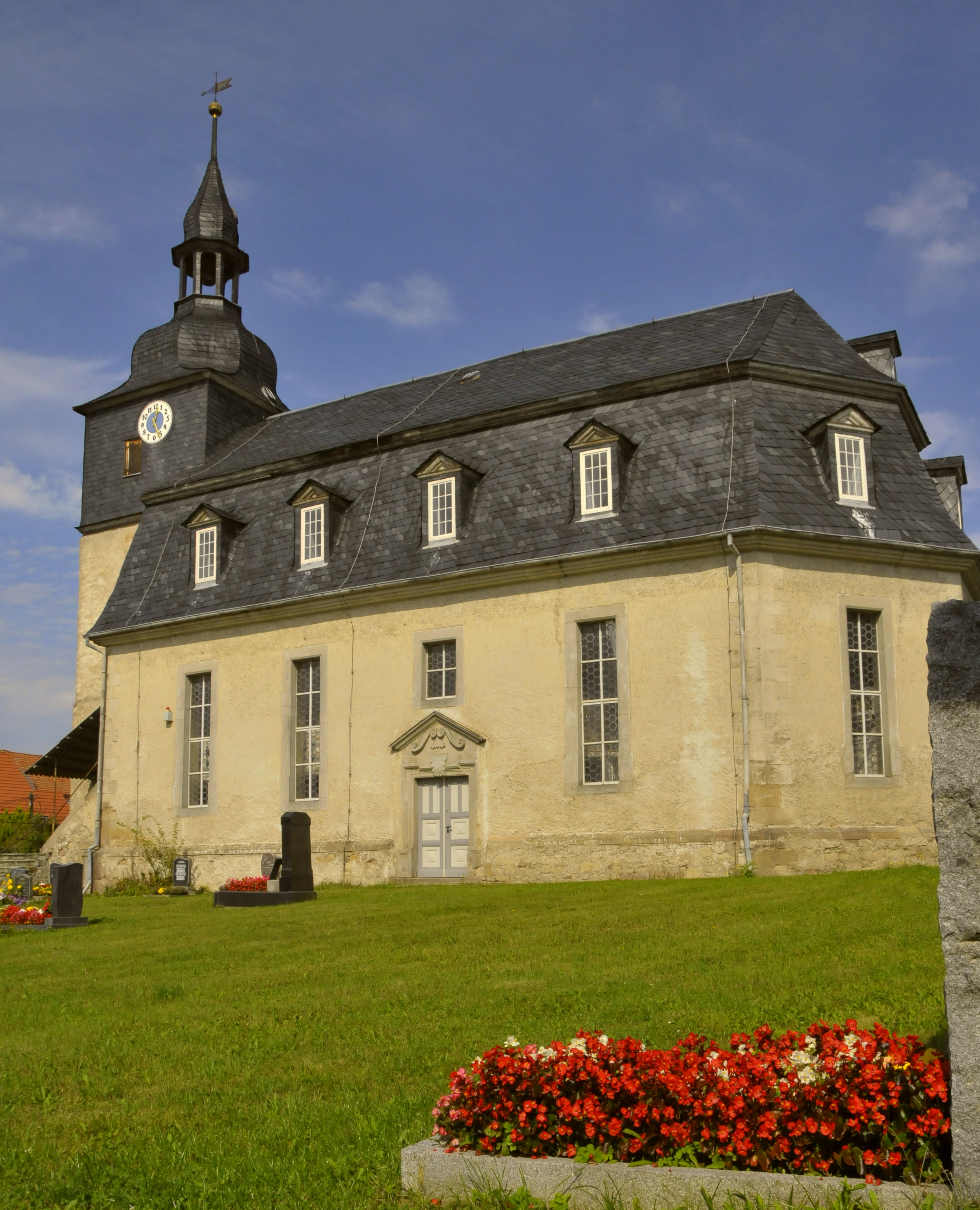
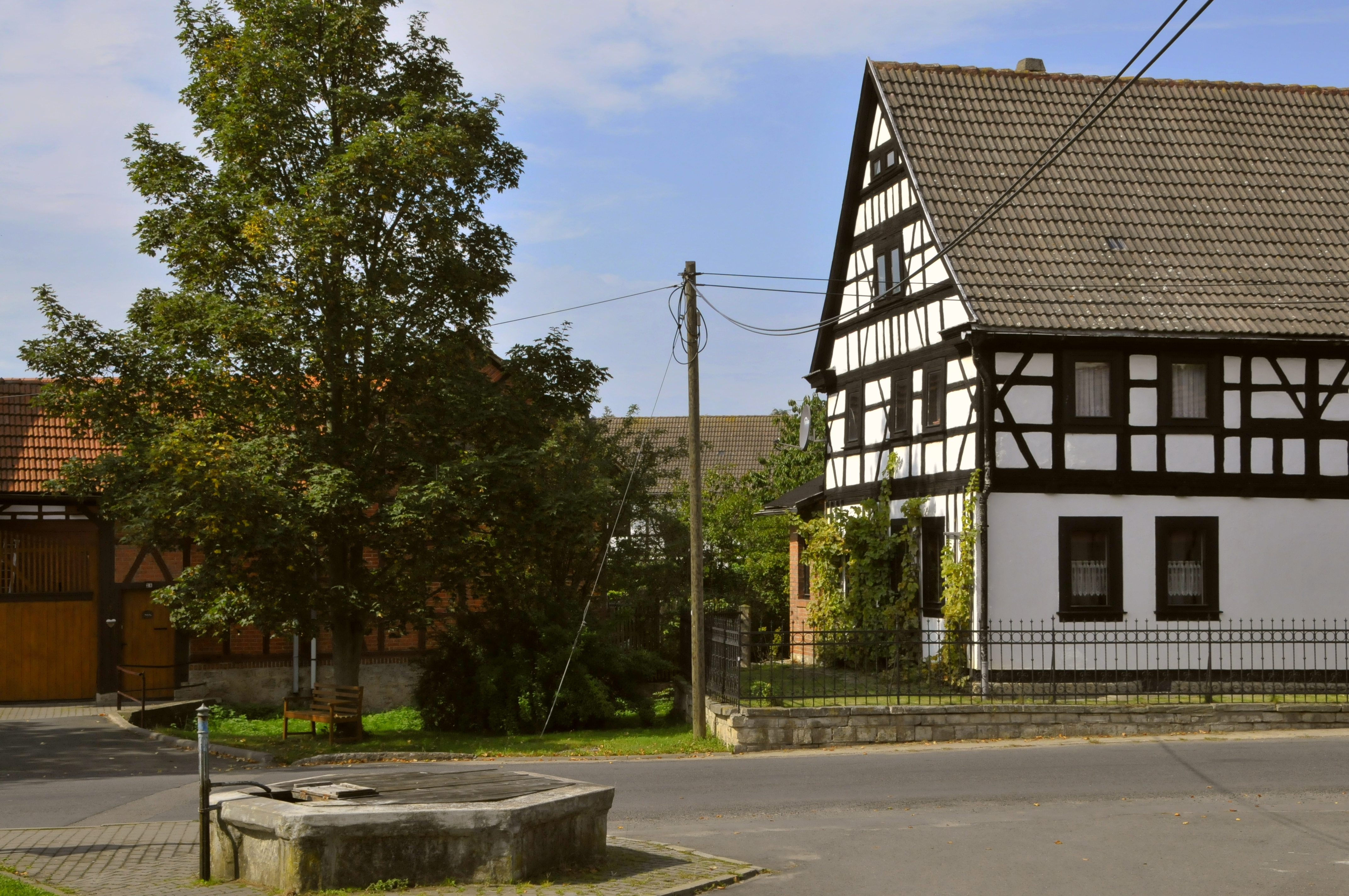